# Way Out West (gruppo musicale)
I Way Out West sono un duo di musicisti e produttori discografici britannici, originario di Bristol (Inghilterra) e attivo dal 1994.
Il duo è composto da Jody Wisternoff e Nick Warren. Tra i loro brani più famosi vi è The Gift, datato 1996.

## Discografia
- 1997 - Way Out West
- 2001 - Intensify
- 2004 - Don't Look Now
- 2009 - We Love Machine
- 2010 - We Love Machine - The Remixes
- 2017 - Tuesday Maybe